# تأخر موعد الولادة
تأخر موعد الولادة (بالإنجليزية: postterm pregnancy)‏ هي حالة تصف الجنين الذي لم يولد بعد 42 أسبوعاً من الحمل ؛ أي أسبوعين بعد الموعد المُعتاد للولادة وهو 40 أسبوعاً. الولادة المتأخرة قد تحملُ مضاعفاتٍ لكلا الأمِّ والجنين بما في ذلك سوء التغذية للطفل بعد الولادة. بعد 42 أسبوعاً يحدث أن تبدأ المشيمة بالضعف ثم الفشل في القيام بمهمتها وهي إمداد الجنين بالغذاء والأكسجين من الأم.إذا كان الجنين قد قام بعملية التبرز والتي لا تكون مثاليةً حتى بعد الولادة، وقام الطفل باستنشاق برازه فإن الطفل يصبح مريضاً بما يُسمى بمتلازمة شفط العقي. قد يكون تأخر موعد الولادة سبباً لتحفيز عملية الولادة.

## الأعراض والعلامات
تختلف أعراض تأخر الولادة من حالةٍ لأخرى ولكنّ أكثرها شيوعاً هو جفاف الجلد ، استطالة الأظافر بشكلٍ زائدٍ عن الطبيعيّ، ظهور الثنيات على راحتي يدي الطفل وباطني قدميه، نقص الدهون، كثافة شعر الرأس أو اخضرار أو اصفرار الجلد أو ربما يتحول للون البُني أيضاً. يقوم الأطباء بتشخيص الولادة المتأخرة بالمظاهر الجسدية البادية على الطفل وكذلك طول فترة حمل الأم. في بعض الأحيان الأطفال المولودين متأخراً قد لا يظهر عليهم أي علامات للإجرار وربما تظهر عليهم علاماتٌ قليلة.

### مخاطر على الأجنة وحديثي الولادة
- يحدث انخفاض نضح المشيمة بمجرد تجاوز عُمر الحمل 40 أسبوعاً وخلال ذلك يراقب الأطباء الأم بحثاً عن علامات تدهور المشيمة.عند نهاية الحمل يحدث ترسب للكالسيوم على جدران الأوعية الدموية كما تترسب البروتينات على سطح المشيمة مما يؤثر على شكل المشيمة وأدائها في نقل الدم والأكسجين مما يؤدي للتأثير سلباً على تغذية الجنين وفي هذه الحالة لابد من تحفيز عملية الولادة.
- نقص السائل السلوي
- متلازمة شفط العقي

### مخاطر على الأم
- عملقة الجنين.
- زيادة احتمال الولادة بواسطة الآلات مثل الملقط أو حتى الولادة القيصرية حيثُ يكونُ الطفل المتأخر في الولادة أكبرَ حجماً من المتوسط وبالتالي زيادة احتمالية طول عملية الولادة.

تزداد معدلات الولادة القيصرية في تلك الحالات لأنّ رأس الجنين تكون أكبرَ من أن تمر من حوض الأم فيما يُسمى بعدم التناسب الرأسي الحوضي وفي تلك الحالات يولد الطفل بعملية ولادة قيصرية. في هذه الحالات أيضاً من الممكن أن يولد الطفل بمساعدة الملقط أو جهاز شفط الجنين.هناك احتمالات أكثر لزيادة التعرض لصعوبة وعُسر ولادة الكتفين.
- زيادة الضغط النفسي.
- تحفيز الولادة إراداياً.

## أسباب
أسباب تأخر موعد الولادة غير معروفة، ولكن حالات الولادة المتأخرة أكثر شيوعاً عندما تكون الأم قد شهدت حالة ولادة متأخرة سابقة. قد يحدث خطأٌ حسابيّ بسهولة إذا لم تكن الأم واثقة بشأن آخر موعد لدورتها الشهرية. عندما يكون هناك خطأ في الحساب، فإن الطفل من المحتمل أن يولد قبل أو بعد موعده الطبيعي المتوقع. من الممكن أن يُعزي تأخر الولادة إلى عدم انتظام الدورة الشهرية. عندما تكون فترة الحيض غير منتظمة، يكون من الصعب للغاية الحكم على متى ستكون المبايض متاحة للإخصاب والحمل التالي. بعض حالات تأخر الولادة  تكون غير حقيقية بسبب عدم التأكد من فترة حيض الأم الأخيرة. ومع ذلك، في معظم البلدان حيث يتم قياس الحمل بواسطة تقنية الفحص بالموجات فوق الصوتية، يكون هذا أقل احتمالًا.

## المراقبة
بمجرد تشخيص أن الجنين قد تجاوز سن النضج تُعطى الأم وسائلَ أخرى للمتابعة والتي بإمكانها إعطاء أدلة قيّمة على ضمان بقاء الجنين بصحةٍ جيّدة.

### تسجيل حركة الجنين
الحركات العادية للجنين هي خيرُ دليل على أنه بصحةٍ جيّدة. يجبُ على الأم تسجيل الرسم البياني لركلات الجنين لتسجيل حركته بحيث تكون أقل من 10 حركات في خلال ساعتين ليست علامةً جيدة وعليها مُراجعة الطبيب.انخفاض الحركة إن وُجد قد يُشير إلى تدهور حالة المشيمة.

### المراقبة الالكترونية للجنين
تتم المرافبة الإلكترونية للجنين بواسطة جهاز لفحص نبضات قلب الجنين وعادةً يتم الرصد في خلال 30 دقيقة.إذا كانت ضربات القلب معتدلة فإن الطبيب لن يُرجّح تحفيز الولادة.

### الموجات فوق الصوتية
تستطيع الموجات فوق الصوتية تحديد كمية السائل الأمنيوسي المحيطة بالجنين ففي حالة تدهور المشيمة فإنَّ كمية السائل تصبح أقل وفي تلك الحالة يُوصى بتحفيز الولادة بشدة ومع ذلك فإن الموجات الفوق صوتية ليست دقيقةً بشكلٍ كافٍ حيثُ أنها أيضاً تقوم بالحكم على نمو وتطور الجنين ففي حالة إذا كان الطفل أصغرَ حجماً من الطبيعي فإن الطبيب قد يُخطئ في تحديد عمره بدقة.لن تبدأ المشيمة في التدهور بشكلٍ فِعليّ حتى الأسبوع 48 ولكن خوفاً من المخاطر التي قد تهدد الجنين فإن الأطباء يُفضّلونَ تحفيز الولادة عند 42 أسبوعاً.

### الملف الفيزيائي الحيوي
يتفحص الملف الفيزيائي الحيوي مُعدلات قلب الطفل وعضلاته ومُعدل تنفسه وحركته وكذلك كمية السائل الأمنيوسي المحيط به.

### دراسة تدفق الدوبلر
هو نوع من الموجات الفوق صوتية التي تقيس كمية الدم المتدفقة من وإلى المشيمة.

## العلاج

### الترقب والمتابعة
الأم التي تصل إلى 42 أسبوعاً من المُرجح أن تتعرض لتحفيز الولادة أو بدلاً من ذلك يمكنها اختيار أن تنتظر أن تبدأ الولادة بشكلٍ تلقائيّ وطبيعىّ وفي تلك الحالة فإن عليها الالتزام بمتابعة جنينها بطرقٍ إضافية مثل CTG أو متابعة قلب الجنين بانتظام، الموجات فوق الصوتية وكذلك الملف الفيزيائي الحيوى. تختلف الدراسات في شكل وطبيعة المخاطر التي قد تحدث في حال اختيار الأم أن تنتظر بداية المخاض بشكلٍ طبيعيّ.

### تحفيز المخاض
هو حثّ بدأ عملية المخاض بشكلٍ تحفيزيّ خارجىّ بواسطة بعض الأدوية أو غيرها من الوسائل.يتم تحفيز المخاض فقط في حالة التخوف من وقوع ضرر مُحتمل على الأم أو الجنين.
هناك عدة أسباب لتحفيز الولادة مثلَ : نزول السائل المحيط بالجنين في حين أنّ انقباضات الرحم لم تبدأ بعد، تجاوُز الطفل مرحلة النضج في حال أن الأم مصابة بأحد أمراض القلب، ارتفاع ضغط الدم أو بمرض السُّكريّ، السائل الأمنيوسى المحيط بالجنين قليل وليس كافٍ.
ليس تحفيز المخاض بالاختيار الأنسب دوماً لأنّ لهُ مخاطره الخاصة.
بعض الأمهات تطلبن إجراء تحفيز لعملية الولادة دونَ أن يكون الدافع طبياً كما سبق وهذا يُسَمى «تحفيزاً انتخابياً» أو اختيارياً .
يحاول الأطباء تجنب اللجوء لتحفيز المخاض قدر المُستطاع وتقليص فرصه إلا في حالات الضرورة الشديدة.

### الإجراءات والطرق العمليّة
هناكَ أربعة أساليب شائعة لبدء انقباضات الرحم، الأكثر شيوعاً هي تقشير الأغشية، كسر مياه الأم فيما يُعرف ب بضع السلي، إعطاء الأم مادة بروستاجلاندين أو إعطاء هرمون pitocin الاصطناعيّ.
طريقة تقشير الأغشية لا تنجح مع كل السيدات لكنها تقوم بالغرض في معظم الحالات.
يقوم الطبيب بإدخال إصبعه في عنق الرحم وتحريكه في كل الجهات ليقوم بفصل الغشاء الذي يحيط بالسائل السلوى والذي يضم الطفل عن جدران الرحم.بمجرد شق الغشاء يتم الإفراج عن مادة بروستاجلاندين بشكلٍ طبيعيّ في جسم الأم ومن ثَمّ تبدأ الانقباضات.
القيام بذلك لمرةٍ واحدة في معظم الأوقات لن يحفز الانقباضات على الحدوث فوراً ولكن ربما يحتاج الطبيب بإعادة العملية أكثر من مرة حتى تتحرر الهرمونات المحفزة للانقباض.
أمّا عن بضع السلى فيقوم الطبيب باستعمال خُطّافٍ بلاستيكيّ لتمزيق الكيس الأمنيوسي حيثُ تبدأ الولادة عادةً في خلال بضع ساعات.إعطاء هرمون بروستاجلاندين يساعد على نضوج عنق الرحم فيكون أكثر ليونةً وأقلّ سُمكاً وبالتالى أكثرَ اتّساعاً.
يعتبر عقار cervidil من الأدوية المحتوية على هرمون بروستاجلاندين والذي يتوافر في شكلِ أقراص تُعطى عن طريق الفم أو في صورة هُلام عن طريق المهبل وهذا كل ما يتم عمله غالباً في المشفى في ليلةٍ وضحاها. عادةً ما يُعطى هرمون أوكسيتوسين oxytocin الاصطناعيّ والمعروف بالاسم التجاريّ pitocin والذي يُعطى عن طريق الوريد طوال عملية الولادة والذي يقوم بتحفيز انقباضات الرحم واستثارته في حال تأخر بدء الولادة في الوقت الطبيعيّ.
كما يُسمح أيضاً بإعطاء عقار misoprostol مع المتابعة الدقيقة للأم.

### الخبرات الشعورية والحسية للأمهات
يستغرق تقشير الأغشية بضعَ دقائقَ فقط ولكنه قد يسبب تشنجاتٍ شديدة لبعض الأمهات. في بعض التقارير ذكرت العديد من الأمهات أنهن شعرنَ برغبةٍ شبيهة للرغبة في التبول وبعضهن ذكرنَ أنهن شعرنَ بآلامٍ شديدة.
بضع السلي : يشابه الإحساس بشَدّةٍ خفيفة ثم الشعور بتدفق السائل الدافئ.
عقار pitocin : عند استخدام محفزات الطلق الاصطناعية فإن الانقباضات تكونُ أكثرَ عدداً وأكثر شدةً من الانقباضات المعتادة في الولادة الطبيعية.

## نسبة الحدوث
يحدث تأخر الولادة في حوالىْ 3% إلى 12% من إجمالي حالات الحمل.